# Ron Grandison
Ron Calvin Grandison (Los Angeles, 9 luglio 1964) è un ex cestista statunitense, professionista nella NBA e in Spagna.

## Carriera
È stato selezionato dai Denver Nuggets al quinto giro del Draft NBA 1987 (100ª scelta assoluta).

## Palmarès
- CBA Most Valuable Player (1994)
- 2 volte All-CBA First Team (1992, 1994)
- CBA All-Defensive First Team (1994)